# 海蘭德若鰺
海蘭德若鰺（学名：Carangoides hedlandensis），又名少耙若鰺、甘仔魚，为輻鰭魚綱鱸形目鱸亞目鰺科若鰺屬下的一个种。

## 命名及分類
海蘭德若鰺首先由澳大利亞魚類學家吉爾伯特·珀西·惠特利（Gilbert Percy Whitley）於1934年根據取自西澳大利亞州黑德蘭港的樣本進行描述和分類，該樣本被指定為模式種。他將這種魚命名為Olistus hedlandensis。當Olistus與Carangoides屬同義時，本魚被分類在Caranx或Carangoides屬中，目前被認為屬於後者。

## 分布
本魚分布於印度西太平洋區，從塞席爾群島至南非，向東從日本至澳洲、索羅門群島海域，深度可達40公尺。

## 特徵
本魚體卵圓形且側扁，隨著年齡的成長，額頭會逐漸突出，吻鈍，上下頷具有絨毛狀齒，身體上方是藍綠色，下方為銀白色，鰓蓋上有黑色斑點，具2個背鰭，顏色為黑色，臀鰭褐色，尾鰭黑色，臀鰭呈暗色至黑色。第二背鰭及臀鰭軟條呈絲狀，稚魚的側面通常有五到七個垂直條紋。背鰭硬棘9枚；背鰭軟條20-22枚；臀鰭硬棘3枚；臀鰭軟條16-18枚，體長可達32公分。

## 生態
成魚通常棲息在沿海大陸棚，成小群活動，屬肉食性，以甲殼類及小魚為食，會與同屬的其他種類混游，生活習性不明。

## 經濟利用
可做為食用魚，通常由拖網圍網捕獲，非重要的商業性魚類。

## 扩展阅读
- 維基物種上的相關：海蘭德若鰺